# Plesiophrictus bhori
Plesiophrictus bhori is een spinnensoort in de taxonomische indeling van de vogelspinnen (Theraphosidae).
Het dier behoort tot het geslacht Plesiophrictus. De wetenschappelijke naam van de soort werd voor het eerst geldig gepubliceerd in 1915 door Frederick Henry Gravely.